# О̇
Cette page contient des caractères spéciaux ou non latins. S’ils s’affichent mal (▯, ?, etc.), consultez la page d’aide Unicode.
Ne doit pas être confondu avec la lettre latine O point suscrit (Ȯ ȯ).
О̇ (minuscule : о̇), appelé o point en chef, est une lettre additionnelle de l’alphabet cyrillique utilisée dans l’écriture de l’oudi de la fin du XIXe siècle au début du XXe siècle. Elle est composée du o ‹ О › diacrité d’un point suscrit.

## Utilisations
Le o point en chef ‹ о̇ › été utilisé dans des ouvrages et articles en ou relatif à l’oudi publiés dans la revue Сборник материалов для описания местностей и племен Кавказа. [Recueil de matériaux pour la description des contrées et tribus], dont notamment dans l’orthographe oudi présentée en 1888, dans une traduction des évangiles de 1902 et dans la grammaire oudi de 1904 d’Adolf Dirr (de),,.

## Représentation informatique
Le o point suscrit peut être représenté avec les caractères Unicode suivants (cyrillique, diacritiques) :
| formes    | représentations | chaînes de caractères | points de code | descriptions                                            |
| --------- | --------------- | --------------------- | -------------- | ------------------------------------------------------- |
| capitale  | О̇               | О◌̇                    | U+041E U+0307  | lettre majuscule cyrillique o diacritique point suscrit |
| minuscule | о̇               | о◌̇                    | U+043E U+0307  | lettre minuscule cyrillique o diacritique point suscrit |